# Qualificazioni al campionato mondiale di calcio 2014 - AFC - Secondo round

## Formula
A questa fase parteciparono le squadre piazzate dal 6º al 27º posto del ranking e le otto vincenti del primo round, disputando incontri di andata (23 luglio 2011) e ritorno (28 luglio 2011).

## Risultati
| Squadra 1           | Totale | Squadra 2    | Andata | Ritorno |
| ------------------- | ------ | ------------ | ------ | ------- |
| Thailandia          | 3 – 2  | Palestina    | 1 – 0  | 2 – 2   |
| Libano              | 4 – 2  | Bangladesh   | 4 – 0  | 0 – 2   |
| Cina                | 13 – 3 | Laos         | 7 – 2  | 6 – 1   |
| Turkmenistan        | 4 – 5  | Indonesia    | 1 – 1  | 3 – 4   |
| Kuwait              | 5 – 1  | Filippine    | 3 – 0  | 2 – 1   |
| Oman                | 4 – 0  | Birmania     | 2 – 0  | 2 – 0   |
| Arabia Saudita      | 8 – 0  | Hong Kong    | 3 – 0  | 5 – 0   |
| Iran                | 5 – 0  | Maldive      | 4 – 0  | 1 – 0   |
| Siria               | 6 – 1  | Tagikistan   | 2 – 1  | 4 – 0   |
| Qatar               | 4 – 2  | Vietnam      | 3 – 0  | 1 – 2   |
| Iraq                | 2 – 0  | Yemen        | 2 – 0  | 0 – 0   |
| Singapore           | 6 – 4  | Malaysia     | 5 – 3  | 1 – 1   |
| Uzbekistan          | 7 – 0  | Kirghizistan | 4 – 0  | 3 – 0   |
| Emirati Arabi Uniti | 5 – 2  | India        | 3 – 0  | 2 – 2   |
| Giordania           | 10 – 1 | Nepal        | 9 – 0  | 1 – 1   |

## Incontri

### Thailandia - Palestina
| Arbitro: | Lee |

|              |           |  |
| Kaewprom 19’ | Marcatori |  |

| Arbitro: | Alabbasi |

|               |           |                     |
| Alyan 6’, 90’ | Marcatori | 33’, 90+5’ Thonglao |

### Libano - Bangladesh
| Arbitro: | Auda |

|                                                |           |  |
| Maatouk 16’ El Ali 27’ Al Saadi 55’ Al Ali 64’ | Marcatori |  |

| Arbitro: | Aonrak |

|                         |           |  |
| Chowdhury 52’ Ameli 87’ | Marcatori |  |

### Cina - Laos
| Arbitro: | Delovski |

|                                                                 |           |                                   |
| Yang Xu 45+2’, 54’, 72’ Chen Tao 52’, 88’ Hao Junmin 82’, 90+1’ | Marcatori | 4’ Vongchiengkham 31’ Phapouvanin |

| Arbitro: | Shamsuzzaman |

|                 |           |                                                                    |
| Phapouvanin 47’ | Marcatori | 24’ Qu Bo 36’, 88’ Yu Hanchao 6’, 83’ Deng Zhuoxiang 90+2’ Yang Xu |

### Turkmenistan - Indonesia
| Arbitro: | Torky |

|               |           |           |
| Krendelew 11’ | Marcatori | 30’ Ilham |

| Arbitro: | Williams |

|                                         |           |                                      |
| Gonzáles 10’, 18’ Nasuha 42’ Ridwan 76’ | Marcatori | 72’ Amanow 84’Şamyradow 87’ Çoňkaýew |

### Kuwait - Filippine
| Arbitro: | Abu Loum |

|                                        |           |  |
| Al-Sulaiman 16’ Neda 68’ Al Ansari 84’ | Marcatori |  |

| Arbitro: | Liu |

|               |           |                         |
| Schröck 45+3’ | Marcatori | 61’ Al-Sulaiman 85’ Ali |

### Oman - Myanmar
| Arbitro: | Sabbagh |

|                          |           |  |
| Al Hosni 22’ Al Ajmi 79’ | Marcatori |  |

| Arbitro: | Sato |

|  |           |                                     |
|  | Marcatori | 22’ Al Hosni 39’ (rig.) Al Mahaijri |

### Arabia Saudita - Hong Kong
| Arbitro: | Tseytlin |

|                                          |           |  |
| Al-Shamrani 45+1’, 47’ Al-Muwallad 45+3’ | Marcatori |  |

| Arbitro: | Vo |

|  |           |                                                                  |
|  | Marcatori | 34’ Fallatah 71’ Noor 73’Al-Shamrani 78’ Al-Sahlawi 90+2’Hawsawi |

### Iran - Maldive
| Arbitro: | Mahapab |

|                                            |           |  |
| Ansarifard 4’, 61’ Karimi 68’ Daghighi 86’ | Marcatori |  |

| Arbitro: | Kim |

|  |           |                |
|  | Marcatori | 45’ Khalatbari |

### Siria - Tagikistan
| Arbitro: | Darwish |

|                       |           |            |
| Mourad 45+1’ Rafe 77’ | Marcatori | 47’ Saidov |

| Arbitro: | Mashentsev |

|  |           |                                            |
|  | Marcatori | 6’, 35’ Rafe 53’ Sabagh 86’ (aut.) Choriev |

- La partita di andata si gioca in Giordania a causa delle proteste in Siria.

### Qatar - Vietnam
| Arbitro: | Al Badwawi |

|                               |           |  |
| Kasola 6’ Mubarak 51’ Ali 68’ | Marcatori |  |

| Arbitro: | Green |

|                       |           |         |
| Nguyễn 60’ Nguyễn 78’ | Marcatori | 16’ Ali |

### Iraq - Yemen
| Arbitro: | Kovalenko |

|                             |           |  |
| Mohammed 9’ Abdul-Zahra 63’ | Marcatori |  |

| al-'Ayn 28 luglio 2011, ore 20:00 UTC+4 | Yemen | 0 – 0 referto | Iraq | Stadio Sheikh Khalifa\| Arbitro: \| Basma \| |
| Arbitro:                                | Basma |               |      |                                              |

- La partita di ritorno è giocata negli Emirati Arabi Uniti a causa delle proteste nello Yemen.

### Singapore - Malesia
| Arbitro: | Shukralla |

|                                                       |           |                        |
| Đurić 7’, 82’ Qiu Li 22’ Mustafić 44’ Shi Jiayi 45+1’ | Marcatori | 1’, 71’ Sali 70’ Yahya |

| Arbitro: | Takayama |

|          |           |               |
| Sali 58’ | Marcatori | 73’ Shi Jiayi |

### Uzbekistan - Kirghizistan
| Arbitro: | Balideh |

|                                                   |           |  |
| Geynrikh 28’ Bikmaev 49’ Jeparov 56’ Bakaev 90+2’ | Marcatori |  |

| Arbitro: | Abdulnabi |

|  |           |                               |
|  | Marcatori | 47’ Karpenko 65’, 90’ Nasimov |

### Emirati Arabi Uniti - India
| Arbitro: | Al-Dosari |

|                                                          |           |  |
| Al Kamali 21’ (rig.) Al-Shehhi 29’ (rig.) Al Hammadi 82’ | Marcatori |  |

| Arbitro: | Bashir |

|                            |           |                              |
| Lalpekhlua 73’ Singh 90+2’ | Marcatori | 39’ Al-Shehhi 71’ Al-Wehaibi |

### Giordania - Nepal
| Arbitro: | Jahanbazi |

|                                                                                 |           |  |
| Abdel-Fattah 10’, 74’, 82’, 90+3’ K. Deeb 23’, 57’ Hayel 32’, 68’ A. Deeb 45+1’ | Marcatori |  |

| Arbitro: | Fan |

|            |           |            |
| Khawas 80’ | Marcatori | 62’ Murjan |